# 天主教迈阿密总教区
天主教迈阿密总教区是罗马天主教在美国设立的一个总教区。其辖境包括佛罗里达州的布劳沃德县、迈阿密-戴德县和门罗县。总主教也担任该总教区的母堂——无玷圣母主教座堂的本堂神父。總教区拥有428位神父、160位助祭、50位修士和300位修女，他们是各种天主教修会的成员。这些神父、助祭和男女修士服务于佛罗里达州南部118个堂区的130万天主教徒。現任總主教為多默·文斯基，輔理主教為亨利·德爾加多，榮休總主教為若望·克勉·法瓦羅拉。
由于存在大量移民，在该总教区的各个堂区，要提供至少一打语种的弥撒。教育机构包括2所残疾儿童学校、60所小学、13所中学、2所大学和2所修院。该总教区还拥有和运营广播、印刷和电视媒体，进行补充教导、交流和尽职。 
该总教区开办的社会服务机构包括2所医院、9个保健中心、3个安老院和2个公墓。慈善机构包括流浪者收容所、贫困者法律服务、生命权利中心（艾滋病服务）、仁爱修会（Missionaries of Charity）和圣文生德保修会（Society of Saint Vincent de Paul）援助穷人的工作。迈阿密总教区的天主教慈善会（Catholic Charities），是总教区开办的一个单独的非盈利机构。它自称为佛罗里达州南部最大的服务于贫困者的非政府组织。

## 历史
1958年以前，整个佛罗里达州都属于天主教圣奥古斯丁教区。在1950年代和1960年代初，圣奥古斯丁总主教若瑟·巴特利爵·赫尔利预料人口將會大幅增加，便在佛罗里达州南部各处购买土地今天，这些曾经偏僻的地区已经成为繁荣的城市。在赫尔利主教购买的土地上建起了许多天主教教堂、学校和公墓。
迈阿密教区成立于1958年10月7日，高尔孟·卡罗尔就任主教。该教区包括佛罗里达州南部的16个县，有天主教徒20万人，占全州天主教徒的一半。教区成立不到一年以后，菲德尔·卡斯特罗在古巴掌权。这引发了大批古巴人逃往佛罗里达州南部。卡罗尔主教成立了天主教福利局，在帮助古巴移民的浪潮中扮演了重要角色。从1960年到1962年，14,000名古巴儿童被送往美国。Bryan O. Walsh蒙席策划了彼得潘行动（Operation Pedro Pan），将他们安置在朋友、亲戚或者天主教福利局。1996年，天主教福利局更名为天主教慈善会。今天自称是佛罗里达州南部最大的提供社会服务的非政府机构。到2006年，它服务于布劳沃德县、戴德县和门罗县3县区域的17,000户家庭。

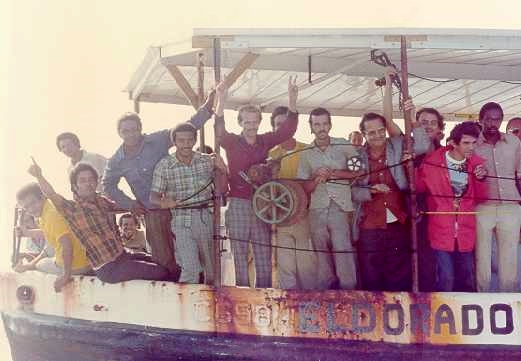
马列尔事件期间搭乘拥挤的小船抵达的古巴难民

由于人口的增长，该教区在1968年分设教区。有8个县成为天主教圣彼得斯堡教区和新成立的天主教奥兰多教区的一部分。迈阿密教区被教宗保禄六世升为总教区。1968年3月2日，卡罗尔升任总主教。1963年，卡罗尔主教在天主教学校中废除了种族隔离，而佛罗里达州的公立学校直到1970年代初才实现废止种族歧视。他参加了梵蒂冈第二屆大公会议的教会改革。
1977年7月26日卡罗尔主教去世，爱德华·安多尼·麦卡锡被任命为迈阿密教区总主教。麦卡锡监督总教区Pastoral中心的建造。次年，他支持因「湿脚、乾脚政策」被拘留的海地移民的权利。应对这些新移民的需要，他开放了Pierre Toussaint海地人天主教中心。1994年，年已75岁的麦卡锡主教退休。
1994年11月3日，教宗若望·保禄二世任命若望·克勉·法瓦羅拉為迈阿密总教区总主教。在其任职期间，创建了2所中学和9所小学。法瓦罗拉还发起5年筹款活动，来支持总教区的天主教教育机构。这次捐款筹集到9000万美元。2003年7月11日，若望·保禄二世任命迈阿密教区助理主教多默·吉拉·文斯基领导天主教奥兰多教区。佛罗里达南部地区接纳的大批移民来自天主教占绝对优势的中南美洲，因此天主教徒占总人口的25%。来自世界其他地区，包括亚洲和非洲国家的移民潮，则使得整个总教区各个堂区的弥撒需要以超过一打不同的语言来进行。

## 教育

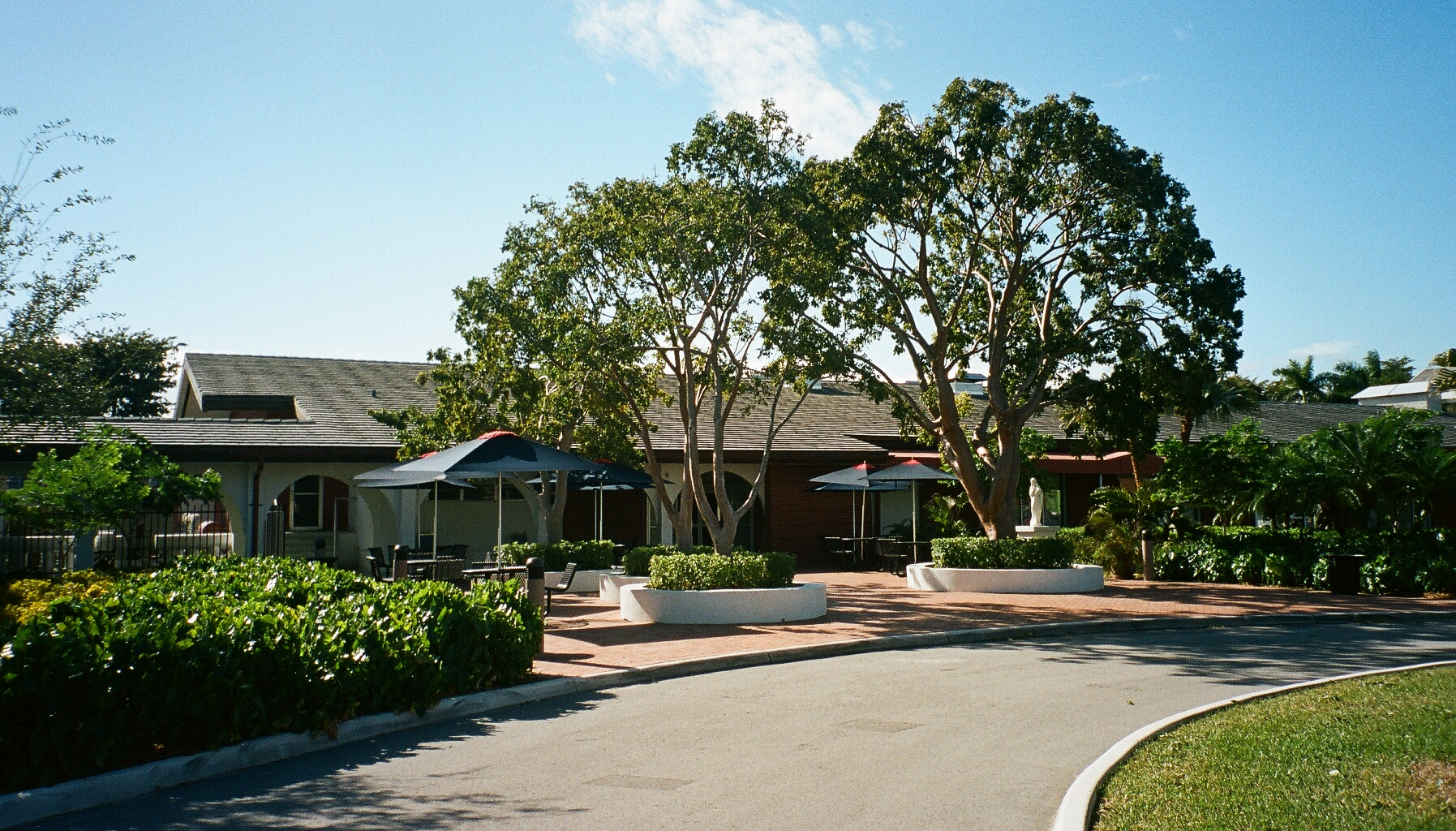
迈阿密的哥伦布中学成立于1958年

### 中小学
2008年，迈阿密总教区向4万名学生提供教区学校教育，包括60所小学，13所中学和2所残障儿童学校，遍及布劳沃德县、迈阿密-戴德县和门罗县。总教区开办的中学有：
- 卡罗尔总主教中学（1998年），迈阿密
- 赫尔利总主教-圣母院中学（1953年），迈阿密
- 麦卡锡总主教中学（1998年），Southwest Ranches
- Belen 耶稣会预科学校（1854年），迈阿密
- Gibbons 枢机中学（1961年），劳德代尔堡
- Carrollton 圣心学校（1961年），迈阿密
- Chaminade-Madonna 预科学校（1960年），好莱坞
- 哥伦布中学（1958年），迈阿密
- La Salle 中学（1958年），迈阿密
- Edward Pace 蒙席中学（1961年），迈阿密
- 露德圣母 Academy（1963年），迈阿密
- St. Brendan 中学（1975年），迈阿密
- 圣托马斯阿奎那中学（1936年），劳德代尔堡

该总教区在其所有的111个堂区都为就读于公立学校和其他非宗教学校的天主教儿童提供宗教教育课程。根据2007年官方天主教名录，有95,837名学生学习这些课程。同一份资料列出教师中有2760名在俗信徒、58名修女，以及43位神父和修士。宗教教育课程也提供给全总教区的成年人。1997年，法瓦罗拉总主教采用一项政策，要求所有义工、雇员、教师和神父在从事儿童工作之前，都要进行采集指纹和背景检查。数年后，这项保护年轻人政策成为规矩，并被美国所有主教采纳。

### 大学
迈阿密总教区在迈阿密地区开办了2所天主教大学：圣托马斯大学和贝瑞大学（Barry University）。这2所大学共招收13,000多名学生。圣托马斯大学的各个学院颁发文学士、文学硕士、工商管理硕士、教育博士和哲学博士学位。1995年2月，圣托马斯大学法学院得到美国律师协会的完全认可，并颁发法学博士和法学硕士学位。贝瑞大学规模较大，成立于1940年。它提供商业、护理、医学、师范和文科课程。

### 神学院

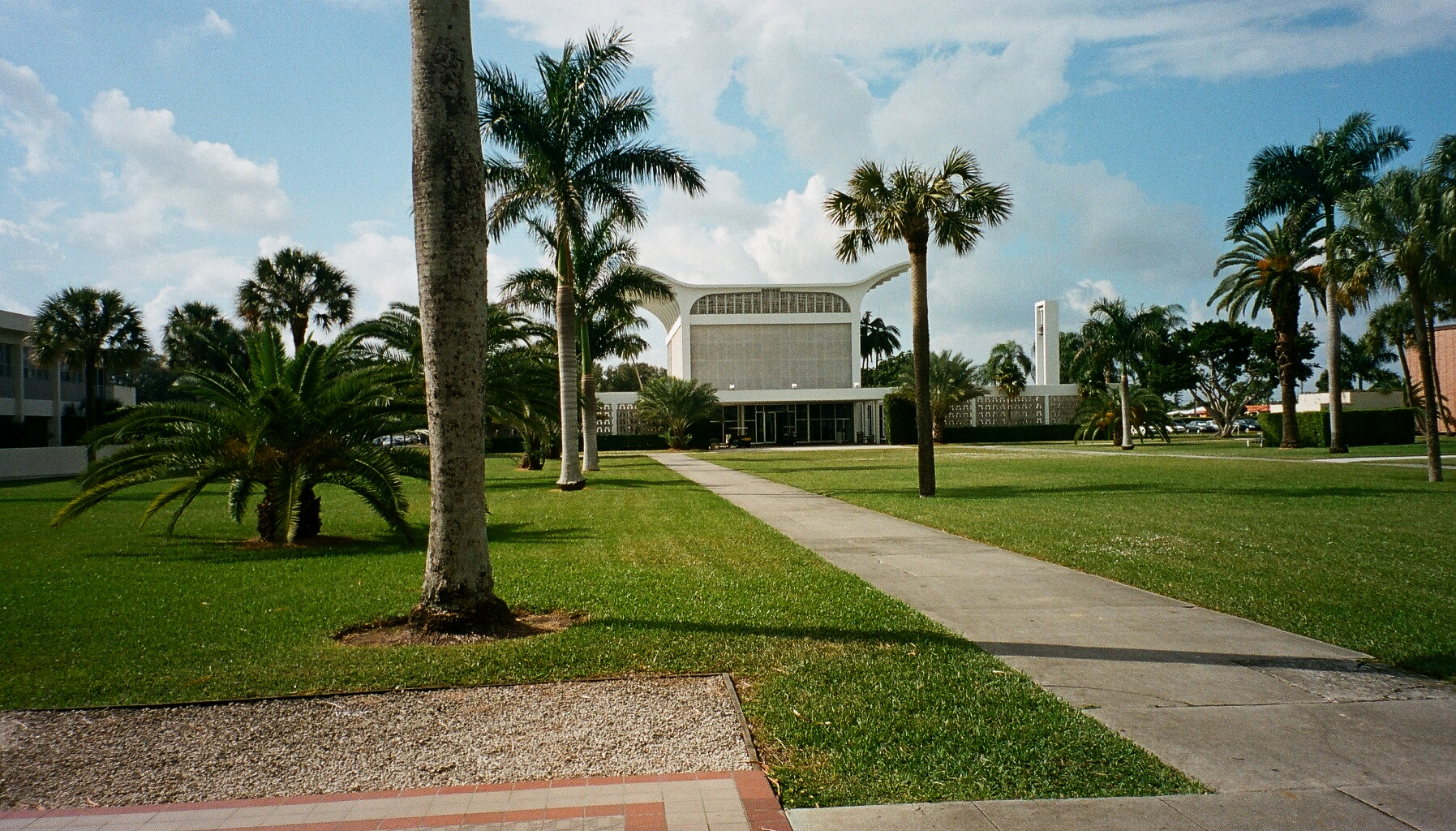
迈阿密的圣若望·維雅納修院

圣若望·維雅納修院（St. John Vianney College Seminary）和圣文生德保修院（St. Vincent De Paul Regional Seminary）负责培养神父。要成为天主教神父必须拥有大学学历，再加上四到五年的神学院训练。这个训练不仅包括学术课程，还包括人文、心灵和教牧教育。圣若望·維雅納修院位于迈阿密，其宗旨为“为目标是到天主教会担任神父的学生提供大学本科教育”，但也向有志服务的在俗信徒提供教育。圣文生德保修院位于Boynton海滩，颁发神学硕士学位。在迈阿密总教区服务的神父要求既会说西班牙语又会说英语，这2座修院是美国仅有的双语修院。2007年8月，2所修院有126名在校生。

## 慈善事业
迈阿密总教区的慈善事业是迈阿密总教区开办的单独的非盈利慈善事业。这是开设于美国每个教区的全国性网络的一部分。该组织自称为向佛罗里达州南部贫困者提供服务的最大的非政府组织。它开始于大萧条时期的1931年，由4位迈阿密地区的圣文生德保会神父和在俗成员创立。它雇用600名职员，年度预算超过3800万美元。2006年，它服务于布劳沃德县、迈阿密-戴德县和门罗县三县地区的17,000户家庭。其中一些服务包括临时住所、收容流浪者、老人日托、儿童日托、戒除毒瘾、艾滋病项目、家庭和学校资讯、老人膳食以及各种移民和难民援助项目
。

## 天主教医疗服务

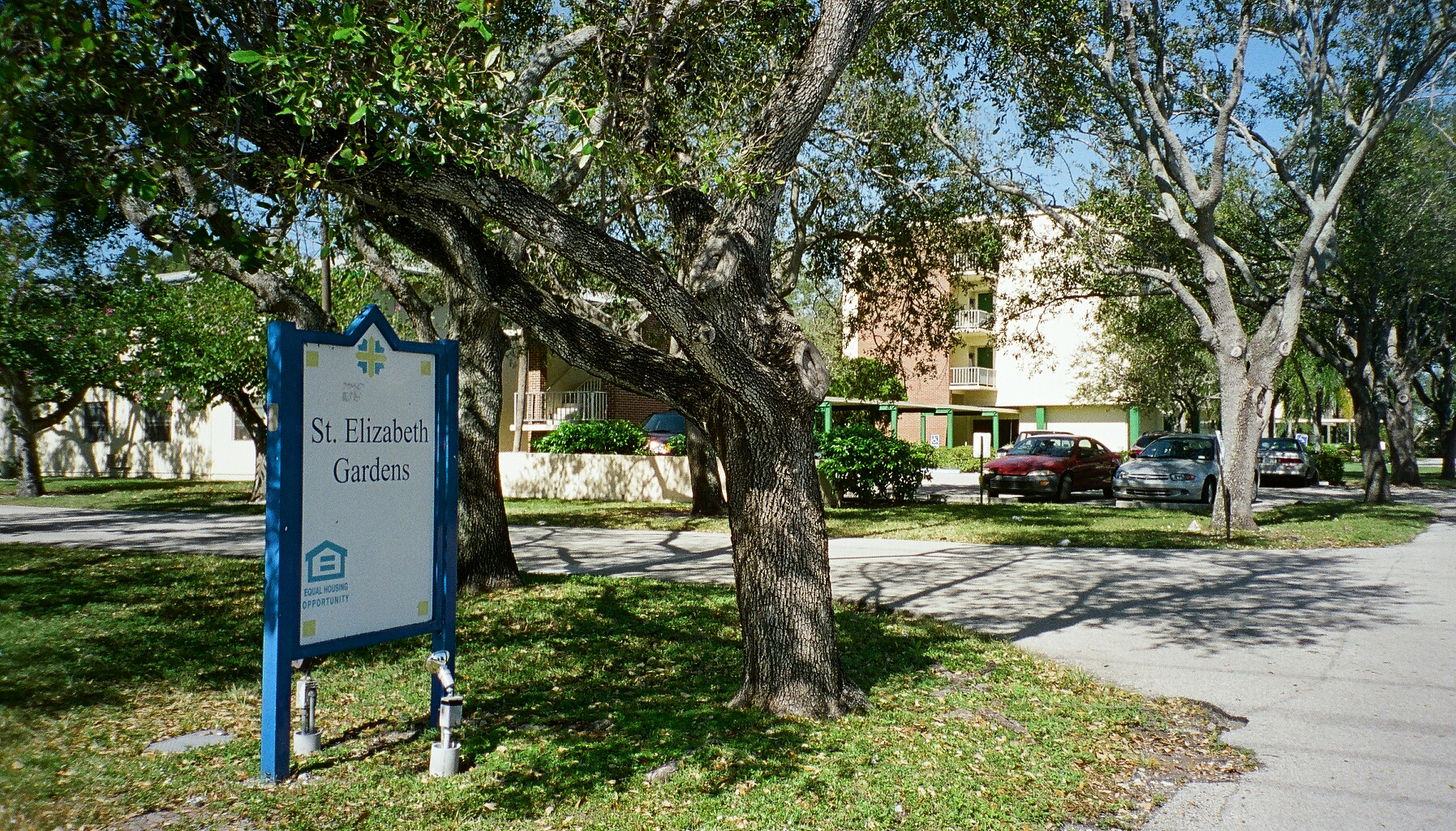
鲳鲹鱼海滩匈牙利学校的圣伊丽莎白花园是天主教医疗服务开办的3座安老院之一

迈阿密总教区的天主教医疗服务在布劳沃德县和迈阿密-戴德县开设26处设施。根据2007年迈阿密总教区官方天主教名录，2所天主教医院，迈阿密仁慈医院（Mercy Hospital in Miami）和劳德代尔堡的圣十字架医院，服务1,278,516人；迈阿密总教区和仁慈医院合作，向迈阿密-戴德县和门罗县的临终病人及其家庭提供临终照料。天主教医疗服务还开办2座天主教公墓，布劳沃德县的天后圣母公墓和迈阿密-戴德县的仁慈圣母公墓。

## 关怀

### 事工
在俗信徒（不是担任圣职的神父、修士、修女）开展了75项事工。其中包括：向上的生命（Ascending Life）、校园事工、灵性复兴、天主教妇女事工、短期培信班、家庭生活、同性恋事工、哥伦布骑士会、俗人事工、俗人运动、圣母运动、Missions、监狱事工、尊重生命、青年事工、各种祈祷团体、天主教妇女委员会（在其堂区辅助神父）、母亲分享事工（用社会和祈祷关怀帮助其他母亲们）、男人的以马忤斯、女人的以马忤斯。一些堂区提供戒毒和戒酒援助、学习西班牙语或英语作为第二语言。迈阿密总教区的杰夫·麦考密克神父，担任佛罗里达州LIFE TEEN 计划的地区联系人。

### 慈善
该总教区开设一些慈善机构，其成员包括受雇者和义工。这些机构包括Camillus House，天主教法律服务，一个艾滋病收容所，慈善会传教士，社会辩护团体，和圣文生德保会。其他慈善团体包括向孕妇提供援助，鼓励她们不要选择堕胎的生命权利中心；以及向已经经历了堕胎的妇女提供堕胎后咨询的拉结计划。

## 媒体
该总教区使用数种媒体来完成其福音布道任务。

### 广播
Paz电台是迈阿密总教区的一个西班牙语广播电台，成立于1990年12月。在佛罗里达州南部，以调幅WACC 830广播。和平电台是Paz电台的姐妹电台。这是一个英语广播电台，用调幅WLVJ 1040广播。这些电台还通过RadioPeace.org 网站接触全世界人民。这些广播电台由迈阿密总教区 Federico Capdepon神父创立，以回应教宗若望保禄二世通过媒体传道的呼吁。

### 报纸
报纸《佛罗里达天主教徒》（Florida Catholic）的地方版每年出版38份。每一期包括总主教讯息、本周经文阅读的灵性默想、有关总教区和世界上发生的各种事件的新闻报道，以及总教区即将发生的事件的分类摘要。该总教区的发行量为29,460份。《建造天主的城》是有关神父生活的新闻报道系列，定期刊登于《佛罗里达天主教徒》的迈阿密版。第一期发刊于2003年3月。这一系列揭示“圣袍后面的人”，展现神父生活的私密一面。《建造天主的城》赢得印刷媒体的传播家荣誉奖。

### 电视
永恒圣言电视网（EWTN）是官方的天主教电视台，向全世界广播，其基地设在伯明翰。一些西班牙语和英语节目是在迈阿密总教区制作。迈阿密总教区的Alberto Cutie神父，通常称为Padre Alberto，主持一些使用英语和西班牙语双语的节目。他也出现在西班牙语电视网Telemundo中。

## 性罪错辩解
自1966年以来，迈阿密总教区保险项目已经为有关非神职雇员、义工、修士、修女和神父的性罪错的解决、诉讼和咨询花费了2610万美元。在过去50年中，总计有4,433名神父曾在总教区工作。其中49人曾经被控性罪错。2007年有6起未决的诉讼。
1997年，John Favalora担任总主教不久之后，为应对这些丑闻，制定了年轻人保护宪章。该宪章数年后被所有美国主教采用，以应对其他教区的类似案件。该宪章要求对总教区的所有神父、雇员和义工进行采集指纹和背景检查。所有性罪错的辩解要求向警察局报告。

## 主教
以下是迈阿密总教区自成立以来的主教列表。

### 总主教
- 高尔孟·卡罗尔（英语：Coleman Carroll）（1958年－1977年）
- 爱德华·安多尼·麦卡锡（英语：Edward A. McCarthy）（1977年－1994年）
- 若望·克勉·法瓦羅拉（英语：John Favalora）（1994年－2010年）[5]
- 多默·文斯基（英语：Thomas Wenski）（2010年至今）[3]

### 輔理主教
- 若望·菲茨帕特里克（英语：John Joseph Fitzpatrick）（1968年－1971年）
- 勒内·格拉西达（英语：René Henry Gracida）（1968年－1975年）
- 吉尔伯·费尔南德斯（英语：Gilberto Fernández）（1977年至今）
- 若望·内文思（英语：John Joseph Nevins）（1979年－1984年）
- 奧斯定·罗曼（英语：Agustin Roman）（1979年至今）
- 诺伯·多爾西（英语：Norbert Dorsey）（1986年－1990年）
- 多默·文斯基（1997年－2003年）
- 斐理伯·埃斯特韋斯（英语：Felipe de Jesús Estévez）（2004年至今）
- 若望·努納恩（英语：John Gerard Noonan）（2005年至今）
- 亨利·德爾加多（英语：Enrique Esteban Delgado）（2017年至今）